# Napoleon Louis von Wawel
Napoleon Louis von Wawel (10. října 1861 Krzeszowice – 14. prosince 1934 Bydhošť) byl rakousko-uherský a polský admirál, diplomat a politik. Jako absolvent námořní akademie sloužil u c. k. námořnictva od roku 1880, byl nižším důstojníkem na různých lodích, byl účastníkem vědeckých výprav a uplatnil se i v diplomacii. Za první světové války byl velitelem námořní obrany válečného přístavu v Pule (1914–1917). V roce 1917 byl penzionován v hodnosti viceadmirála, po první světové válce se angažoval ve státních službách Polské republiky, od roku 1923 žil v soukromí.

## Biografie

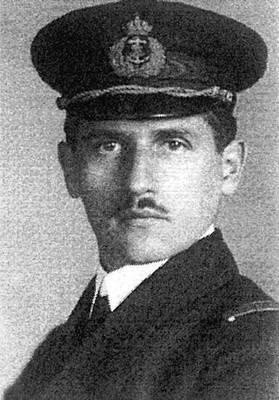
Námořní poručík Napoleon Louis von Wawel koncem 19. století

Narodil se v Haliči jako syn právníka, státního úředníka a historika Josefa von Wawela (1832–1898). Studoval na gymnáziích v Krakově a Bílsku, na doporučení příbuzného Julia Rippera pokračoval v dalším studiu na C. k. námořní akademii v Rijece (1876–1880). Jako kadet nastoupil v roce 1880 k námořnictvu a kromě služby na různých lodích působil mimo jiné u Hydrografického úřadu v Pule. V roce 1885 získal hodnost praporčíka, jako nižší důstojník postupoval v hodnostech (poručík II. třídy 1891, poručík I. třídy 1895) a v letech 1897–1899 se zúčastnil expedice do Severního ledového oceánu. V roce 1899 byl přidělen k oblastnímu námořnímu velitelství v Terstu a v roce 1904 byl přeložen k námořnímu sborovému velitelství v Pule.

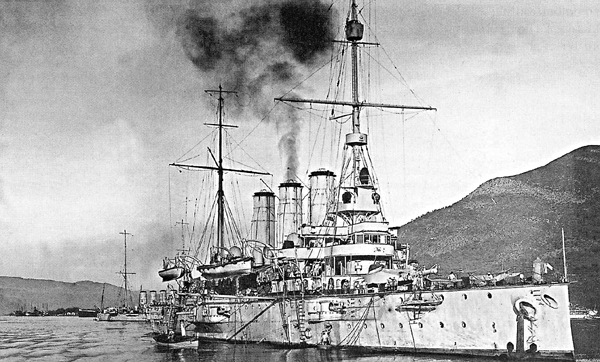
SMS Kaiser Karl VI., vlajková loď Napoleona Louise von Wawel v letech 1910–1911

V roce 1905 byl povýšen na korvetního kapitána a v letech 1906–1909 působil jako námořní atašé v Londýně. Mezitím k datu 1. května 1907 získal hodnost fregatního kapitána a v letech 1909–1910 byl velitelem bitevní lodi SMS Árpád. Dne 1. května 1910 byl povýšen na kapitána řadové lodi a následně převzal velení lodí SMS Kaiser Karl VI. (1910–1911) a SMS Erzherzog Ferdinand Max (1911). V letech 1911–1912 řídil kontrolní komisi Námořního technického výboru a v letech 1912–1913 zástupcem velitele námořního arzenálu v Pule.
Dne 1. května 1913 byl povýšen na kontradmirála, byl přidělen k námořnímu sborovému velitelství v Pule a v letech 1913–1914 zastával funkci viceprezidenta Námořního technického výboru. Za první světové války byl v letech 1914–1917 velitelem námořní obrany v Pule a ke dni 1. května 1917 získal hodnost viceadmirála. V říjnu 1917 byl penzionován. a přesídlil do Vídně. Po rozpadu monarchie se vrátil do rodného Polska, kde se nějakou dobu spekulovalo, že by se mohl stát vrchním velitelem polského námořnictva. K tomu nedošlo, ale byla mu přiznána hodnost viceadmirála ve výslužbě s nárokem na penzi. V letech 1920–1923 působil na polském ministerstvu zahraničí a jako vládní delegát byl členem Mezinárodní oderské komise, která měla upravovat západní hranice Polska. V roce 1923 odešel do soukromí a usadil se v Bydhošti.
Byl svobodný a bezdětný, na konci života jej trápila i řada zdravotních problémů. Po úmrtí sestry ve Vídni se cítil zcela osamocen a 14. prosince 1934 ve svém bytě v Bydhošti spáchal sebevraždu. Pohřben byl ve vojenské sekci městského hřbitova v Bydhošti.

## Tituly a ocenění
Od roku 1878 byl spolu s otcem uživatelem šlechtického titulu s predikátem Edler von Wawel. Během služby u námořnictva se stal nositelem několika vyznamenání v Rakousku-Uhersku i v zahraničí.

### Rakousko-Uhersko
- Válečná medaile (1883)
- Služební odznak pro důstojníky III. třídy (1905)
- Vojenský jubilejní kříž (1908)
- Řád železné koruny III. třídy (1909)
- Služební odznak pro důstojníky II. třídy (1915)
- rytířský kříž Leopoldova řádu s válečnou dekorací (1917)

### Zahraničí
- Řád Medžidie III. třídy (1905, Osmanská říše)
- Stříbrná medaile za zásluhy (1905, Osmanská říše)
- rytířský kříž Řádu Spasitele (1905, Řecko)
- komandérský kříž Královského řádu Viktoriina (1909, Spojené království)
- komandérský kříž Řádu znovuzrozeného Polska (1923, Polsko)